# Peuralompolo (sjö i Finland)
Peuralompolo är en sjö i Finland. Den ligger i kommunen Pello i landskapet Lappland, i den norra delen av landet, 700 km norr om huvudstaden Helsingfors. Peuralompolo ligger 112,2 meter över havet. Arean är 33,1 hektar och strandlinjen är 2,87 kilometer lång. Sjön  ingår i Torne älvs huvudavrinningsområde. 